# 울진군의회
울진군의회(蔚珍郡議會)는 경상북도 울진군 지역을 관할하는 기초의회이다.